# Асікаґа Мотоудзі
Асікаґа Мотоудзі (*足利基氏, 2 квітня 1340 — 25 травня 1367) — 1-й Канто-кубо (намісник регіону Канто в період Муроматі) у 1349—1367 роках.

## Життєпис
Походив з самурайського роду Асікаґа. Четвертий син сьогуна Асікаґа Такаудзі. Народився у 1340 році, отримавши ім'я Ікуйо. Згодом змінив на Камевакамару. У 1336 році під час війни його батька з Кіттою Йосісадою перебував в Кіото під опікою представників родів Хосокава, Уесугі й Сіба.
У 1349 році призначається Канто-канреєм (заступником сьогуна в Канто), згодом посада змінилася на Канто-кубо. При ньому було поставлено досвідченого військовика Уесуґі Норіакі, який став сіцудзі (головним радником) і фактично в перші роки керував Канто. Своєю резиденцією обрав східну окраїну м. Камакура. Невдовзі призначено другого сіцудзі — Ко но Моррофую (представника впливового клану Ко-но).
У 1350 році під час подій відомих як Смута років Кан'о, коли Асікаґа Тадайосі виступив проти Асікаґа Такаудзі, отримавши підтримку Південного двору. Тоді ж на бік останнього перейшов Уесуґі Норіакі, але Ко но Монофую залишився вірним Асікаґа Мотоудзі. Фактично влада зосередилася над Канто у Мотофую. Проте вже 1351 року той зазнав поразки від Норіакі в провінцій Кай, де загинув. Але на допомогу Мотоудзі прийшли війська його батька, що врятували Камакуру від ворогів.
У 1352 році Нітта Йосіокі і Нітта Йосімуне завдали поразки Асікаґа Мотоудзі, який вимушений був відступити з Камакури. За цих умов сьогун знову спрямував війська синові. Після повернення до Камакури Мотоудзі призначив сіцудзі Хатакеяма Кунікійо. Проте Мотоудзі міцно взяв керування Канто в свої руки.
У 1358 році завдав поразки Нітта Йосіокі, який потонув при відступі у річці. Незабаром відправив війська на чолі із Хатакеяма Кунікійо на допомогу братові Йосіакіра, що став сьогуном, задля приборкання провінції Йосіно, де посилився імператор Ґо-Дайґо з південної династії. Але Кунікійо не дослухався наказів й атакував Нітта Йосінаґа, а потім перейшов на бік Південного двору. За цих обставин Мотоудзі переміг Хатакеяма, а потім замирився з Уесуґі Норіакі, що знову перейшов на бік Північної династії. Асікаґа Мотоудзі 1364 року знову призначив Норіакі сіцудзі.
Протягом 1-ї половини 1360-х років зумів зміцнити владу в регіоні Канто. Помер 1368 року під час епідемії (разом з братом сьогуном). Посаду канто-кубо успадкував єдиний син Мотоудзі — Асікаґа Удзіміцу.